# 다이노세역
다이노세역(일본어: 田井ノ瀬駅, たいのせえき)은 일본 와카야마현 와카야마시에 있는 서일본 여객철도의 철도역이다.
예전에는 한와 선의 기이나카노시마역과 기와역을 지나, 난카이 본선 와카야마시역까지 대부분의 열차가 직결 운행했으나, 1974년 이 노선은 폐지되었다.

## 역 구조
상대식 승강장 2면 2선 구조의 지상역으로, 교행 시설이 갖추어져 있다. 와카야마역이 관리하는 무인역이다.

### 승강장
| 1 | ■ 와카야마 선 | 고카와 · 하시모토 방면 |
| 2 | ■ 와카야마 선 | 와카야마 방면          |

## 역사
- 1898년 5월 3일 - 기와 철도 와카야마 역 (지금의 기와역) ~ 후나토 임시 정거장 사이에 개업. 당시에는 "이와바시 역"이었다.
- 1899년 1월 15일 - 지금의 역명으로 개칭.
- 1907년 10월 1일 - 국유화에 따라 일본국유철도의 소속이 되었다.
- 1961년 7월 1일 - 화물 지선으로서 다이노세 역 ~ 히가시와카야마 역 사이의 연락선이 개업.
- 1972년 3월 15일 - 연락선이 본선으로 전환되었다. 기존의 본선은 지선으로 격하되었고, 1974년 9월 30일 폐지되었다.
- 1987년 4월 1일 - 민영화에 따라 서일본 여객철도의 소속이 되었다.

## 인접역
| 서일본 여객철도 와카야마 선 | 서일본 여객철도 와카야마 선 | 서일본 여객철도 와카야마 선 |
| --------------------------- | --------------------------- | --------------------------- |
| 센다 오지 방면              | ■ 와카야마 선               | 와카야마 방면               |